# ده امام
خداشاه روستایی است از توابع بخش هلالی و در شهرستان جغتای استان خراسان رضوی ایران.که در این روستا بقعه ای هست به نام احمد ابن علی خداشاهی

## جمعیت
این روستا در دهستان میان جوین قرار داشته و بر اساس سرشماری سال ۹۵ جمعیت ۹۵۰ نفر (۲۷۰خانوار)
بوده است.